# Fontaine de Lupin
La fontaine royale de Lupin est située à Saint-Nazaire-sur-Charente, Charente-Maritime, en région Nouvelle Aquitaine, France. L'immeuble a été classé au titre des monuments historiques en 1999.

## Historique
La fontaine de Lupin est implantée dans le lit de la Charente, construite en 1676 et reconstruite en 1763, en aval de fort Lupin. Historiquement, c’est la première source captée puisque son origine remonte à la fondation de l’arsenal de Rochefort pour permettre aux navires de se ravitailler en eau potable. Son architecture renforce l’intérêt avec son style du milieu du  XVIIIe siècle. Elle était encore activée au début du  XXe siècle. La Fontaine est un chaînon important car il s’agit de l’une des trois seules “aiguades” - lieu où les navires s’approvisionnent en eau douce - conservée de nos jours (les deux autres sont à  Brest et à Belle-Île). Aujourd’hui, le site revit grâce aux pontons installés depuis 1985. Ce petit port de plaisance peut accueillir jusqu’à 90 bateaux et permet aux plaisanciers de s’amarrer du 1er avril au 31 octobre.
Le bâtiment est classé au titre des monuments historiques par arrêté du 9 février 1999.

## Architecture

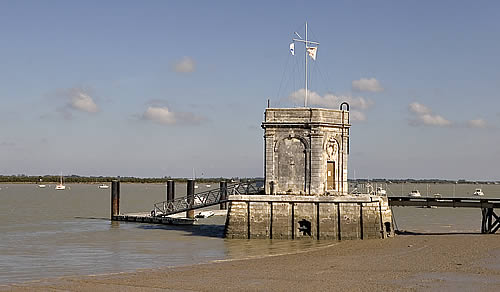
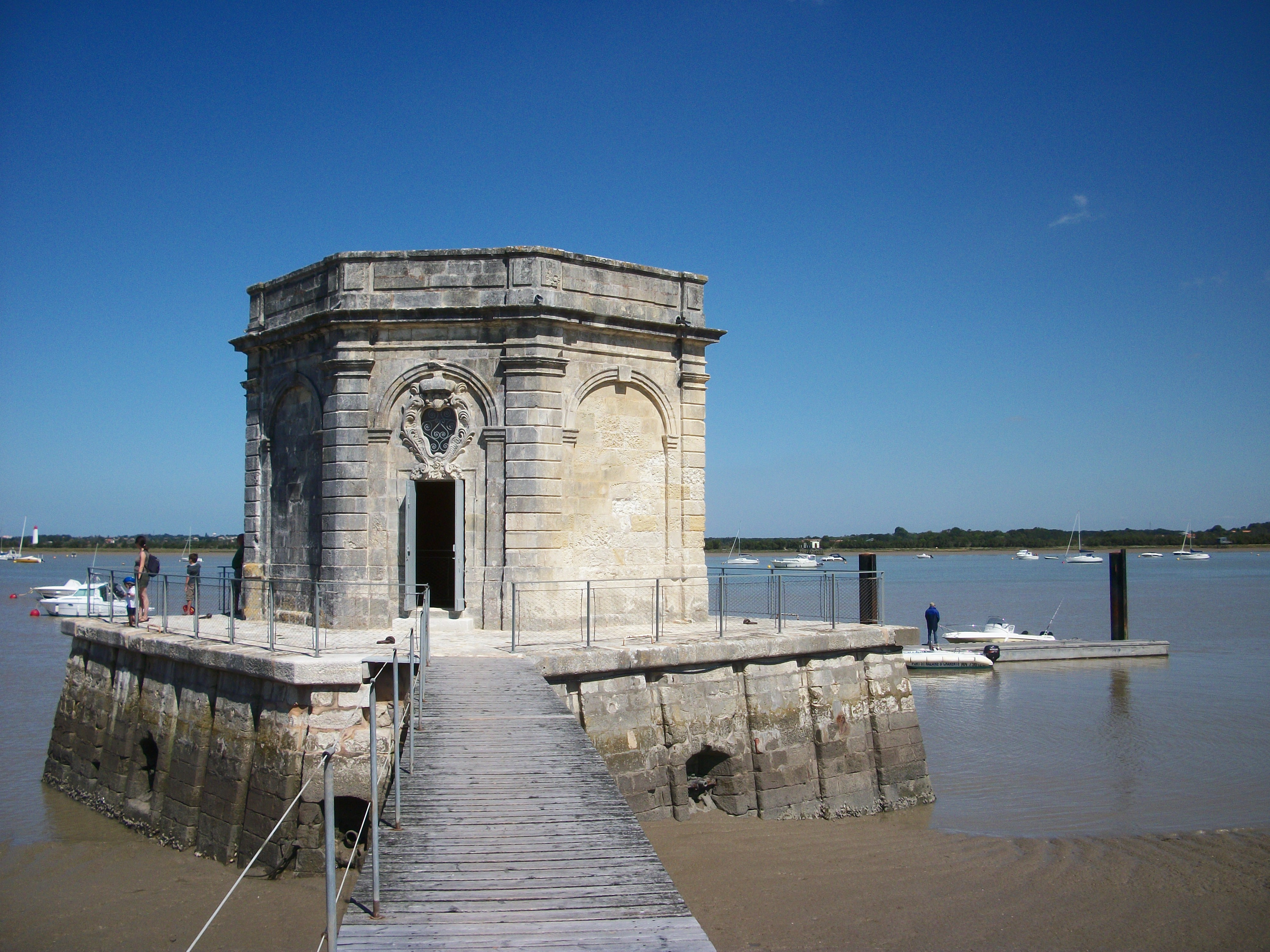